# Verrucaria latebrosa
Verrucaria latebrosa är en lavart som beskrevs av Gustav Wilhelm Körber. Verrucaria latebrosa ingår i släktet Verrucaria, och familjen Verrucariaceae. Arten är reproducerande i Sverige.